# Giovanni Ponte
Giovanni Ponte (* 14. August 1929 in Campo Ligure; † 28. März 2003) war ein italienischer Romanist und Italianist.

## Leben und Werk
Ponte war Schüler von Walter Binni und 30 Jahre lang Professor für italienische Literaturgeschichte an der Universität Genua. Er kam bei einem Verkehrsunfall ums Leben.
Ponte war Mitherausgeber der Zeitschrift La Rassegna della Letteratura Italiana und Direktoriumsmitglied der Zeitschrift Albertiana.
2006 fand in Campo Ligure ein Gedenkkolloquium statt „Giornata di studi in onore di Giovanni Ponte“. In Campo Ligure ist die Stadtbibliothek nach ihm benannt.

## Werke
- Attorno al Savonarola. Castellano Castellani e la sacra rappresentazione in Firenze tra '400 e '500, Genua 1969
- La personalità e l'opera del Boiardo, Genua 1972
- Leonardo prosatore, Genua 1976
- Leon Battista Alberti. Umanista e scrittore, Genua 1981, 1991
- Studi sul Rinascimento. Petrarca. Leonardo. Ariosto, Neapel 1994
- La letteratura in Liguria dal 1396 al 1528. Storia e antologia, Genua 2000
- (mit Massimo Calissano) Vocabolario del dialetto di Campo Ligure, Genua 2004

### Herausgebertätigkeit
- Il Quattrocento, Bologna 1966 (Classici italiani 6)
- Sacre rappresentazioni fiorentine del Quattrocento, Mailand 1974
- Francesco Petrarca, Rime sparse. Rerum vulgarium fragmenta, Mailand 1979
- Luciano Rossi (1683–1754), Carmina macaronica, 3 Bde., Genua 1984–1985
- Leon Battista Alberti, Profugiorum ab erumna libri, Genua 1988
- Bilancio della letteratura del Novecento in Liguria. Atti del convegno Genova, 4-5 maggio 2001, Genua 2002